# Villanueva del Arzobispo
Villanueva del Arzobispo là một đô thị trong tỉnh Jaén, Tây Ban Nha. Theo điều tra dân số 2005 (INE), đô thị này có dân số là 8768 người.
38°10′B 3°0′T / 38,167°B 3°T